# Kaleko Mølle
Kaleko Mølle er Danmarks ældste bevarede vandmølle til maling af korn. Den er beliggende et par kilometer øst for Faaborg, i Kaleko. Bygningen blev fredet i 1944.
Møllens oprindelse går muligvis helt tilbage til Valdemar Atterdags tid, men grunden var med rimelig sikkerhed i brug som møllevirksomhed i 1400-tallet. Den optræder dog først med navn i et skøde fra 1643, hvor den bliver handlet og kommer under Holstenshus. Den ældste nu eksisterende bygning er fra omkring 1600. Møllen fungerede helt frem til 1912 og blev åbnet som museum i 1917. 
Kaleko Mølle har 2 overfaldshjul og både vandføring, malekarm og stigbord findes bevaret. Den modtager vand fra en tætbeliggende mølledam, der blev retableret i 1960'erne. 
Møllen er blevet landskendt som kulisse i flere af DRs julekalendere, bl.a. Nissebanden, samt film. 
Der er gratis adgang, og i perioden fra juni til august er en lille café med borde og bænke åben. 